# Quake
Quake je znanstveno-fantastična računalna igra koju je 22. lipnja 1996. godine proizveo Id Software i izdao GT Interactive. Radi se o pucačini iz prvog lica. Nadahnuta je dijelima pisca znanstvene fantastike Howarda Phillipsa Lovecrafta i gotičkom književnošću. Nastavila se na način igre i tehnologiju svojeg prethodnika, videoigre Doom i njezinih nasljednika.
Godine 1997. napravljen je nastavak, Quake 2, koji po priči i izgledu sličniji igrama iz serijala Doom, negoli Quakeu. Dvije godine kasnije predstavljena je multiplayer pucačina iz prvog lica Quake III Arena, a 2005. godine izdan je Quake 4 koji je sadržajem nastavak drugog dijela serijala. Godine 2022. godine izdana je Quake Champions kao pucačina iz prvog lica.
Quake je ujedno i prva igrica koja je koristila potpuni 3D rendering, za razliku od prijašnjih igara istoga žanra koje su umjesto 3D modela koristile sličice ljepljene na sliku („sprites”).

## Sadržaj
Čovječanstvo je otkrilo teleportacijska vrata koja zloupotrebljava izvanzemaljska neprijateljska sila poznata pod kodnim imenom „Quake”. Zemaljske vlasti šalju posebnu vojnu jedinicu mornara kroz portal u strani svijet Quakea, no čitava jedinica stradava izuzev jednoga vojnika koji mora sam pronaći način kako neutralizirati prijetnju po planet Zemlju.

## Vanjske poveznice
- Quake - idsoftware.com (engl.)
- Quake (engl.) u IMDb-u